# Mosna
Mosna (em cirílico:Мосна) é uma vila da Sérvia localizada no município de Majdanpek, pertencente ao distrito de Bor, na região de Timočka Krajina. A sua população era de 787 habitantes segundo o censo de 2002.

## Demografia
| 1948 | 1953 | 1961  | 1971 | 1981 | 1991 | 2002 |
| ---- | ---- | ----- | ---- | ---- | ---- | ---- |
| 923  | 966  | 1 027 | 905  | 920  | 920  | 787  |